# San José Boqui
San José Boqui är en ort i Mexiko, tillhörande kommunen Jocotitlán i den nordvästra delen av delstaten Mexiko. Orten hade 1 219 invånare vid folkräkningen 2010.